# Éric Guglielmi
Pour les articles homonymes, voir Guglielmi.
Éric Guglielmi est un photojournaliste, photographe et éditeur français né le 10 mai 1970 à Revin et mort le 19 juin 2021 à Paris.

## Biographie
Éric Guglielmi naît en 1970 à Revin, où il passe sa jeunesse dans le quartier de la Campagne. Autodidacte, à douze ans il fait ses premières images avec un Praktica, et commence à travailler à seize ans sur les chaînes de montage d’une usine locale. En 1990, il est engagé dans un labo photo à Paris, puis comme assistant d’un photographe de mode. Il est inspiré par les photographes américains.
Il devient correspondant pour la presse française au Mali et travaille pour Libération et Jeune Afrique. Il couvre l’actualité du Bangladesh au Congo en passant par l’Ukraine : « Je rentrais d’un reportage sur les mines du Potosi (Bolivie) et on m’a proposé de convoyer un camion au Mali. J’ai accepté. Et je suis finalement resté presque cinq ans en Afrique de l’Ouest. » Dans son adolescence, il avait été bouleversé par la lecture d’Arthur Rimbaud et en suivra les traces en se rendant méthodiquement dans les villes visitées par le poète. À Bamako où il épouse une Malienne, il fonde Djaw, une agence photo et lance Tarik Hebdo, un magazine. Il rentre en France en 1998.
Après un reportage au Rwanda, en 2002, il arrête la photographie pendant presque cinq ans. Lorsqu’il reprend, il choisit des sujets au long cours, et utilise désormais une chambre photographique grand format. Il pratique aussi la photographie panoramique et utilise indifféremment le noir et blanc et la couleur en fonction de ses sujets.
Passionné par les techniques de tirage photographique,, Éric Guglielmi crée un laboratoire argentique ouvert à tous les artistes qui souhaitaient s’y essayer : « du tirage aux sels d’argent, au platine palladium ou bien à la gomme bichromatée ». En 2010, il crée Gang, une maison d'édition de livres de photographie indépendante,.
Il obtient une bourse de la maison de la photographie Robert-Doisneau, et retourne photographier les Ardennes de son enfance qu’il parcourt pendant deux ans. Il montrera son « Ardenne » dans plusieurs expositions.
Éric Guglielmi meurt dans son sommeil le 19 juin 2021 à Paris, à l’âge de 51 ans.

## Publications
(Liste non exhaustive.)

### Auteur
- (fr + en) Éric Guglielmi (photographies), Tidiane Dioh (textes), Touba, voyage au cœur d'un islam nègre, Ivry-sur-Seine, EG Atelier, 2007, 112 p. (ISBN 978-2-86227-526-0)
- (fr + en) Éric Guglielmi, "Je suis un piéton, rien de plus." Arthur Rimbaud, Ivry-sur-Seine, éditions Gang, 2011, 128 p. (ISBN 978-2918376088)
- (fr + en) Éric Guglielmi (photographies), Zoé Haller (texte), What happens ?, Ivry-sur-Seine, éditions Gang, 2016, 50 p. (ISBN 978-2-918376-13-2)

### Éditeur (éditions Gang)
- Rémy Artiges, Nature ®, 2010[12]  (ISBN 978-2-918376-00-2)
- Pierre Hybre et Eric Facon (photographies), Correspondances indiennes (postface de Jean-Michel Rodrigo)  (ISBN 978-2-918376-04-0)
- Adama Kouyaté, Studios d'Afrique, 2010[13]  (ISBN 978-2-91-837605-7)
- Payram[14], Syrie 55, 2010[15]  (ISBN 978-2-918376-09-5)
- Mongane Wally Serote (texte) et Ananias Leki Dago (photographies), Shebeen blues ; the wheel is still in spin, 2010[16]  (ISBN 978-2-918376-02-6)
- Patrick Chamoiseau (texte), Jean-Luc De Laguarigue (photographies), Bagne ; traces-mémoires du bagne, 2011[17]  (ISBN 978-2-918376-10-1)
- Yves Pagès, De quelques façons d'en revenir au même in Anatopées, avec des photographies d'Arnaud Lesage, 2013[18]  (ISBN 978-2-918376-15-6)

## Collections
L’œuvre d’Éric Guglielmi fait partie de nombreuses collections publiques et privées,.

(Liste non exhaustive.)
- Centre national des arts plastiques, Paris
- Bibliothèque nationale de France, département des estampes et de la photographie, Paris
- Musée Rimbaud, Charleville-Mézières
- Neuflize OBC

## Expositions
(Liste non exhaustive.)
- 2018 : « Ardenne », Maison de la photographie Robert-Doisneau[8],[11],[20]
- 2019 : « Ardenne », galerie Maubert, Paris
- 2020 : « Paradis Perdus », Centre régional de la photographie Hauts-de-France[9]
- 2020 : « Touba », Institut des cultures d'Islam[9]

## Bourses et commandes publiques
(Liste non exhaustive.)
- 2016 : Centre national des arts plastiques (CNAP), bourse de soutien à la photographie documentaire contemporaine : Ardenne[8]
- 2016 : Maison de la photographie Robert-Doisneau, production d’une mission photographique en Ardenne[11]
- 2017 : Maison de la photographie Robert-Doisneau, production d’une mission photographique en Ardenne[11]
- 2018 : Commande photographique nationale « Flux, une société en mouvement »[8]

### Filmographie
- Éric Guglielmi, l’atelier A (documentaire), Arte France, ADAGP, 9 min, 2020